# Gelbrücken-Füsilier
Der Gelbrücken-Füsilier (Caesio teres, Syn.: Caesio pulcherrimus Smith & Smith, 1963), auch Gelber Blaurücken-Füsilier oder Gelbschwanz-Füsilier genannt, ist ein Meeresfisch aus der Familie der Schnapper (Lutjanidae).

## Merkmale
Der Füsilier wird bis zu 40 cm lang. Sein Körper ist spindelförmig und seine Schwanzflosse ist gegabelt. Das vorstülpbare Maul ist klein und endständig. Beide Kiefer und der Gaumen (Vomer und Palatinum) sind mit kleinen Zähnen besetzt. Die Basen von Rücken- und Afterflosse sind beschuppt, bei der Rückenflosse auch die unteren zwei Drittel des hartstrahligen Teils.
- Flossenformel: Dorsale X/(14) 15 (16), Anale III/12 (13), Pectorale 20–22.
- Schuppenformel: 8–10/51–61/17–20.

Die oberen zwei Drittel der Körper sind blau mit Ausnahme der gelben Rückseite oberhalb einer schrägen Linie vom Rückenflossenansatz bis zum unteren Schwanzstiel. Bei großen Exemplaren, vor allem bei denen aus dem westlichen Pazifik, reicht in gelbe Farbzone nicht so weit nach vorne. Der Bauch ist silbrig-weiß, die Brustflossenbasis ist oben schwarz. Der am Rumpf gelegene Teil der Rückenflosse ist blau, der äußere gelb, die Schwanzflosse ist gelb, die Afterflosse und die paarigen Flossen sind weißlich.

## Verbreitung
Der Gelbrücken-Füsilier kommt im tropischen Indopazifik von der Küste Ostafrikas bis zu den Line Islands in Zentralpolynesien vor. Im Roten Meer und dem Persischen Golf fehlt er.

## Lebensweise
Der Gelbrücken-Füsilier lebt in großen Schwärmen in Tiefen von 5 bis 35 Metern in der Nähe und in der weiteren Umgebung von Korallenriffen vor und bevorzugt mit Korallen bewachsene Lagunen. Er ernährt sich von Zooplankton und bildet Schwärme mit anderen Füsilieren, oft mit Caesio xanthonota. Die Fische laichen in der Dämmerung während des Vollmonds, steigen dann in großen Gruppen zur Meeresoberfläche auf, um dort Eier und Sperma auszustoßen. Dies kann sich mehrfach wiederholen. Die Eier werden von einem Öltröpfchen in der Schwebe gehalten, sind also pelagisch, farblos und haben einen Durchmesser von etwa 0,77 mm.